# Tasya Teles
Tasya Teles (Toronto, 1 de fevereiro de 1985) é uma atriz canadense, de ascendência brasileira. Ela é conhecida por seu papel como Echo em The 100. Teles também interpretou Kendra em Rogue e Daniella, em Intruders.

## Biografia
Teles nasceu em Toronto, Ontário. Sua mãe nasceu em Edmonton, Alberta, enquanto seu pai é brasileiro, nascido no estado de Minas Gerais. Ela e sua família se mudaram para Vancouver, British Columbia, quando ela tinha cinco anos de idade. Além do inglês, Tasya Teles também fala português, graças ao pai brasileiro, embora com evidente sotaque canadense, e sempre que pode visita o Brasil para visitar seu pai, que atualmente mora em Brasília. Ela estudou teatro na Universidade Concordia em Montreal, Quebec. Ao retornar para sua casa em Vancouver, Tasya se dedicou ao seu ofício.

## Carreira
Teles fez um papel recorrente em Rogue, e faz o papel de Echo, personagem do elenco principal da série de TV The 100. Ela apareceu em Continuum, em Wightes of East End, em Rush, em Intruders, em Supernatural e no iZombie. Tasya também foi destaque no filme da Lifetime TV, a comédia Grumpy Cat's Worst Christmas Ever, bem como papéis principais na vida. Ela também fez as vozes de Sitara no jogo Watch Dogs 2.

## Filmografia

### Televisão
| Ano           | Título                            | Papel               | Notas |
| ------------- | --------------------------------- | ------------------- | --- |
| 2013          | Untold Stories of the E.R.        | Charlene            | Episódio: "Deep Trouble"                                                                                    |
| 2014          | Package Deal                      | Mulher gostosa      | Episódio: "O novo emprego de Danny"                                                                         |
| 2014          | Continuum                         | Freelancer #2       | Episódio: "Os Minutos Dying"                                                                                |
| 2014          | Witches of East End               | Enfermeira          | Episódio: "Uma Besta Móvel"                                                                                 |
| 2014          | Rogue                             | Kendra              | 4 episódios                                                                                                 |
| 2014          | Rush                              | Oficial Megan       | Episódio: "Aprendendo a Voar"                                                                               |
| 2014          | Intruders                         | Daniella            | 2 episódios                                                                                                 |
| 2014          | Grumpy Cat's Worst Christmas Ever | Nicole              | Filme de televisão                                                                                          |
| 2014          | O Segredo do Natal                | Paramédico Feminino | Filme de televisão                                                                                          |
| 2014          | Damaged                           | Kate Luck           | Filme de televisão                                                                                          |
| 2015          | iZombie                           | Holly White         | Episódio: "Vôo dos Mortos Vivos"                                                                            |
| 2015          | Supernatural                      | Babá                | Episódio: "A Semente Ruim"                                                                                  |
| 2015          | Sonhos de outono                  | Jovanna             | Filme de televisão                                                                                          |
| 2015–presente | The 100                           | Echo                | Convidada (2ª e 3ª temporada); Elenco recorrente (4ª temporada); Elenco principal (5ª temporada – presente) |
| 2017          | Prison Break                      | Tricia              | Episódio: "Phaecia"                                                                                         |
| 2017          | Travelers                         | Pike/Traveler 009   | Episódio: "Viajante 0027"                                                                                   |

### Cinema
| Ano  | Título             | Personagem   |
| ---- | ------------------ | ------------ |
| 2013 | Mirrors            | Leah         |
| 2013 | Afflicted          | Maria        |
| 2014 | Skin Trade         | Rosa Cassidy |
| 2016 | Thirty seventeen   | Carrie       |
| 2018 | The Perfect Pickup | Tracy        |

### Video games
| Ano  | Título       | Função             | Notas                       |
| ---- | ------------ | ------------------ | --------------------------- |
| 2016 | Watch Dogs 2 | Sitara Dhawan      | Também captura de movimento |
| 2018 | Far Cry 5    | Mary May Fairgrave |                             |